# Infanta (Pangasinan)
Infanta is een gemeente in de Filipijnse provincie Pangasinan op het eiland Luzon. Bij de laatste census in 2007 had de gemeente bijna 24 duizend inwoners.

## Geografie

### Bestuurlijke indeling
Infanta is onderverdeeld in de volgende 13 barangays:
| - Babuyan - Bamban - Batang - Bayambang - Cato - Doliman - Fatima | - Maya - Nangalisan - Nayom - Pita - Poblacion - Potol |

## Demografie
Infanta had bij de census van 2007 een inwoneraantal van 23.731 mensen. Dit zijn 3.099 mensen (15,0%) meer dan bij de vorige census van 2000. De gemiddelde jaarlijkse groei komt daarmee uit op 1,95%, hetgeen lager is dan het landelijk jaarlijks gemiddelde over deze periode (2,04%).